# Карбамид
Карбамид (също урея или карбонилдиамид; да не се бърка с пикочна киселина) е органично съединение, краен продукт на обмяната на веществата при много животни, получен при разграждането на азотните съединения (напр. аминокиселини). Отделя се чрез урината. Чистият карбамид е бяло кристално вещество със слаб мирис на амоняк.

## История
Карбамидът е първото синтетично получено органично съединение. Открит е през 1773 г. от френския химик Илер Руел (Hilaire Rouelle). През 1828 г. е синтезиран за първи път от Фридрих Вьолер при реакция на калиев цианат и амониев сулфат:
Това противоречало на тогавашното схващане, че органичните съединения могат да се синтезират само от живи същества чрез така наречената „жива сила“ (vis vitalis). Това поставя началото на органичната химия.

## Физиология
Карбамид се получава при белтъчната обмяна на веществата. За да се избегне отделянето на амоняк (NH3) при разграждането на белтъците, техните аминогрупи се свързват в черния дроб към безвредната молекула на карбамида.

## Приложение
Поради високото си съдържание на азот (46%) и сравнително по-ниските транспортни разходи карбамидът е най-значимият азотен тор в световен мащаб. От предимство е и сравнително бавното усвояване от растенията. За разлика от карбамида, повечето други азотни торове (нитратни, амониеви) са много добре разтворими във вода, бързо се измиват при обилни валежи и попадат в подпочвените води. По тази причина голяма част от произведения карбамид се използва като азотен тор.
В таблиците по-долу са дадени данни за износа и вноса на карбамид по страни (най-големите вносители, съответно износители за 2018 г.):
| Страна           | Износ 2018 милиона тона | Износ 2005 милиона тона |
| ---------------- | ----------------------- | ----------------------- |
| Русия            | 6,96                    | 4,57                    |
| Катар            | 4,98                    | 1,97                    |
| Египет           | 4,11                    | 0,016                   |
| Оман             | 3,43                    | 0,82                    |
| Саудитска Арабия | 3,41                    | 1,81                    |
| Китай            | 2,45                    | 1,57                    |

| Страна    | Внос 2018 милиона тона | Внос 2005 милиона тона |
| --------- | ---------------------- | ---------------------- |
| Бразилия  | 5,53                   | 1,56                   |
| Индия     | 5,46                   | 1,58                   |
| САЩ       | 3,12                   | 5,62                   |
| Тайланд   | 2,45                   | 1,59                   |
| Турция    | 2,20                   | 0,81                   |
| Австралия | 1,86                   | 1,15                   |

Тъй като основната суровина за производството на карбамид е природен газ, страните с големи запаси на газ са обикновено и най-големите износители.
Друго значимо приложение е производството на карбамидформалдехидни смоли (аминопласти). Освен това той се прилага в медицината в различни козметични смеси за омекотяване на кожата, ноктите и др.
Карбамидът може да се използва като хранителна добавка (E927b) при производството на дъвка. В различни фуражни смеси се добавя като източник на азот, което ускорява образуването на белтъци/мускулна маса.
Карбамидът е основната съставка на AdBlue, реагент, който се използва за редуциране на емисиите на азотни оксиди при дизеловите двигатели.

## Свойства
При нагряването на карбамид може да се получи биурет:
При тази реакция се отделя една молекула амоняк. Биуретът е отровен за някои растения, затова съдържанието му в карбамида, използван като тор, се редуцира.

## Индустриален синтез
Карбамидът се произвежда индустриално в големи количества, около 100 млн. тона годишно. Например през 2004 г. в света са произведени 127 млн. тона карбамид.
Уравнения:
{\displaystyle \mathrm {2\ NH_{3}+CO_{2}\longrightarrow \lbrack H_{2}N{-}CO{-}O\rbrack NH_{4}} }
от амоняк и въглероден диоксид се получава амониев карбамат
{\displaystyle \mathrm {\lbrack H_{2}N{-}CO{-}O\rbrack NH_{4}\longrightarrow H_{2}N{-}CO{-}NH_{2}+H_{2}O} }
амониевият карбамат се разпада до карбамид и вода
Това е т. нар. процес на Бош – Майзер, разработен през 1922 г. Сумарният топлинен ефект е положителен.
Амонякът и въглеродният диоксид за производството на карбамид се получават при непълно изгаряне на природен газ. При това първо се получават водород и въглероден монооксид. Водородът реагира с азота от въздуха до получаване на амоняк, а въглеродният монооксид с кислорода – до получаване на въглероден диоксид. По тази причина основните суровини за производството на карбамид са природен газ, въздух и вода.